# مارات وارژاپتیان
مارات روبنی وارژاپتیان (ارمنی: Մարատ Ռուբենի Վարժապետյան؛ [] Error: {{Lang-xx}}: فاقد متن (راهنما)؛ ۳۰ ژوئیهٔ ۱۹۳۵ – ۲۲ ژوئن ۱۹۸۷) یک فیلم‌نامه‌نویس، کارگردان و فیلمبردار اهل ارمنستان بود.

## زندگی‌نامه
مارات وارژاپتیان در سال ۱۹۳۵ در شهر کامو (گاوار فعلی) به دنیا آمد. در سال ۱۹۶۳ از مؤسسه سینمایی گراسیموف فارغ‌التحصیل شده‌است. وی بین سال‌های ۱۹۶۵ تا ۱۹۶۹ میلادی در آرمن‌فیلم فعالیت کرد.

## فیلم‌شناسی
- آنوش (۱۹۸۳ کارگردان و فیلم‌نامه‌نویس)
- لنین و علی (۱۹۷۰ کارگردان)